# EM-holdet 1992
Danmarks EM-hold 1992 er det mest succesfulde landshold i dansk fodbolds historie. Det vandt EM-slutrunden i 1992 efter at være inviteret som erstatning for Jugoslavien, der egentlig var kvalificeret, men som var blevet udelukket fra turneringen på grund af krigen i Bosnien-Hercegovina. Danmark fik tilbuddet om at træde ind i stedet for Jugoslavien, idet holdet var blevet nummer to i den kvalifikationspulje, som Jugoslavien havde vundet.
Spillere og staben omkring holdet havde ikke regnet med at skulle med til slutrunden og fik først beskeden 12 dage inden første kamp, så forberedelserne var yderst minimale. På en pressekonference udtalte Flemming Povlsen: "Bare rolig. Vi er i tilstrækkelig form til 90 minutter – 30 mod England, 30 mod Sverige og 30 mod Frankrig." Holdet blev ledet af træner Richard Møller Nielsen, og 20 spillere blev udtaget til EM-slutrunden. 
Ved slutrunden deltog otte hold, der var fordelt i to puljer. Herfra gik de to bedste i hver pulje til semifinalerne, så mulighederne for avancement var matematisk set relativt gode. Men forventningerne til Danmark var yderst beskedne, og efter uafgjort 0-0 mod England i den første puljekamp samt nederlag på 0-1 til værtslandet var udsigterne til at slutte på andenpladsen i puljen, der gav adgang til semifinalen, ret små. En sejr på 2-1 over Frankrig i sidste puljekamp sikrede andenpladsen efter Sverige og en semifinaleplads til Danmark.
I semifinalen mødte Danmark de forsvarende europamestre fra Holland og spillede 2-2 i både ordinær spilletid og efter forlænget spilletid, hvorpå finaledeltagelsen skulle afgøres i straffesparkskonkurrence. Her scorede Danmark på alle fem forsøg, mens den hollandske stjernespiller Marco van Basten ikke formåede at score, og Danmark var meget overraskende i finalen.
Finalen stod mod de tyske verdensmestre, og Danmark var endnu engang undertippet. I en kamp, hvor tyskerne pressede på gennem det meste af kampen, lykkedes det danskerne at forsvare sig med held og dygtighed og samtidig få de chancer, der førte til 2-0 sejren. Målscorerne var John "Faxe" Jensen og Kim Vilfort.
I 2008 blev holdet hædret ved at blive optaget i Fodboldens Hall of Fame.

## Spillerne
Den trup, der var udtaget til slutrunden, bestod af følgende spillere:
| Nummer | Spiller            | Position | Klub              | Deltagelse mod England   | Deltagelse mod Sverige   | Deltagelse mod Frankrig                  | Deltagelse mod Holland                   | Deltagelse mod Tyskland            |
| ------ | ------------------ | -------- | ----------------- | ------------------------ | ------------------------ | ---------------------------------------- | ---------------------------------------- | ---------------------------------- |
| 1      | Peter Schmeichel   | Målmand  | Manchester United | Fuld spilletid           | Fuld spilletid           | Fuld spilletid                           | Fuld spilletid                           | Fuld spilletid                     |
| 2      | John Sivebæk       | Forsvar  | AS Monaco         | Fuld spilletid Gult kort | Fuld spilletid           | Fuld spilletid                           | Fuld spilletid                           | Til 66. minut                      |
| 3      | Kent Nielsen       | Forsvar  | AGF               | Fuld spilletid           | Fuld spilletid           | Til 61. minut                            | Ikke benyttet                            | Fuld spilletid                     |
| 4      | Lars Olsen         | Forsvar  | Trabzonspor       | Fuld spilletid           | Fuld spilletid           | Fuld spilletid                           | Fuld spilletid                           | Fuld spilletid                     |
| 5      | Henrik Andersen    | Forsvar  | FC Köln           | Fuld spilletid           | Fuld spilletid Gult kort | Fuld spilletid                           | Til 70. minut Gult kort                  | -                                  |
| 6      | Kim Christofte     | Midtbane | Brøndby IF        | Fuld spilletid           | Fuld spilletid           | Fuld spilletid                           | Fuld spilletid                           | Fuld spilletid                     |
| 7      | John "Faxe" Jensen | Midtbane | Brøndby IF        | Fuld spilletid           | Til 63. minut            | Fuld spilletid                           | Fuld spilletid                           | Fuld spilletid Scoring i 18. minut |
| 8      | Johnny Mølby       | Midtbane | FC Nantes         | Ikke benyttet            | Ikke benyttet            | Ikke benyttet                            | Ikke benyttet                            | Ikke benyttet                      |
| 9      | Flemming Povlsen   | Angreb   | Borussia Dortmund | Fuld spilletid           | Fuld spilletid           | Fuld spilletid Gult kort                 | Fuld spilletid                           | Fuld spilletid                     |
| 10     | Lars Elstrup       | Angreb   | OB                | Ikke benyttet            | Ikke benyttet            | Indskiftet 67. minut Scoring i 78. minut | Indskiftet 57. minut                     | Ikke benyttet                      |
| 11     | Brian Laudrup      | Angreb   | Bayern München    | Fuld spilletid           | Fuld spilletid           | Til 67. minut                            | Til 57. minut                            | Fuld spilletid                     |
| 12     | Torben Piechnik    | Forsvar  | B 1903            | Ikke benyttet            | Ikke benyttet            | Indskiftet i 61. minut                   | Fuld spilletid                           | Fuld spilletid Gult kort           |
| 13     | Henrik Larsen      | Midtbane | Pisa S.C.         | Ikke benyttet            | Indskiftet 63. minut     | Fuld spilletid Scoring i 8. minut        | Fuld spilletid Scoring i 5. og 33. minut | Fuld spilletid                     |
| 14     | Torben Frank       | Angreb   | Lyngby            | Ikke benyttet            | Indskiftet 51. minut     | Til 66. minut. Gult kort                 | Ikke benyttet                            | Ikke benyttet                      |
| 15     | Bent Christensen   | Angreb   | Schalke 04        | Fuld spilletid           | Til 51. minut            | Ikke benyttet                            | -                                        | -                                  |
| 16     | Mogens Krogh       | Målmand  | Brøndby IF        | Ikke benyttet            | Ikke benyttet            | Ikke benyttet                            | Ikke benyttet                            | Ikke benyttet                      |
| 17     | Claus Christiansen | Forsvar  | Lyngby            | Ikke benyttet            | Ikke benyttet            | -                                        | Indskiftet 70. minut                     | Indskiftet 66. minut               |
| 18     | Kim Vilfort        | Midtbane | Brøndby IF        | Fuld spilletid           | Fuld spilletid           | -                                        | Fuld spilletid                           | Fuld spilletid Scoring i 78. minut |
| 19     | Peter Nielsen      | Midtbane | Lyngby            | Ikke benyttet            | Ikke benyttet            | Ikke benyttet                            | Ikke benyttet                            | Ikke benyttet                      |
| 20     | Morten Bruun       | Midtbane | Silkeborg         | Ikke benyttet            | Ikke benyttet            | Ikke benyttet                            | Ikke benyttet                            | Ikke benyttet                      |